# Álvaro Mutis
Álvaro Mutis Jaramillo (n. 25 august 1923, Bogotá, Columbia – d. 22 septembrie 2013, Ciudad de México, Mexic) a fost un poet, romancier și eseist columbian.

## Viața
S-a născut în capitala Columbiei într-o familie de diplomați. A trăit până la vârsta de 9 ani în Belgia, revenind des în țară, unde bunicul matern avea o plantație de cafea.
În 1956 se mută în Mexic.

## Activitatea
În Mexic alternează scrisul și critica literară cu diverse meserii prozaice.
În aproape întreaga sa operă narativă și lirică apare ca personaj, gabierul Maqroll.

În 1980 i s-a publicat un volum fără titlu, în colecția „cele mai frumoase poezii”, a editurii Albatros, în traducerea lui Darie Novăceanu.

## Aprecieri și recompense
Mutis primește un număr impresionant de premii și distincții internaționale prestigioase, ca recunoaștere a valorii și contribuției sale la literatura iberoamericană și universală:
- 1989: Premiul Médicis pentru literatură străină (decernat în Franța) pentru Zăpada amiralului;
- Ordinul pentru Arte și Literatură în grad de cavaler, din partea guvernului francez
- 1990: Premiul Nonino (acordat în Italia)
- Premiul Grinzane-Cavour (Italia)
- Premiul Rossone d'Oro (Italia)
- Marea Cruce a Ordinului Alfonso X el Sabio (Spania)
- 1997: Premiul Príncipe de Asturias de las Letras (Spania)
- 1997: Premiul Reina Sofía de Poesía Iberoamericana (Spania)
- 2001: Premiul Miguel de Cervantes (în valoare de 90 000 euro) pentru romanul Un bel morir
- 2002: Premiul Cervantes pentru poezie
- Premiul internațional Neustadt (considerat Premiul Nobel american pentru Literatură)

Importanța și interesul trezit de opera sa în lume este dovedit și de numărul mare de traduceri.